# 窄颈弓背蚁
窄颈弓背蚁（学名：Camponotus angusticollis）是蚁科、蚁亚科、弓背蚁属之下的一个物种。

## 描述
该物种的种加名为“angusticollis”，由拉丁语中的 angustus（狭窄）和 collum（脖子）组成，因其工蚁的胸部与头部连接处十分细长，因而被给予此名，其中文正式名为”窄颈弓背蚁“。
该物种体型异常巨大，蚁后体长为 22m(0.87in) 左右，工蚁体长 10mm(0.39in) 到 19mm(0.75in) 左右。体色呈现暗红色至深棕色。 
主食主要是蜜露等一些甜食，但偶尔会吃节肢动物的肉来补充蛋白质。

## 分布
该物种主要分布于南亚及中亚地区 。喜爱潮湿环境，属于低温蚁，一旦温度过高将会有生命危险。
该物种曾被认为并没有在中国境内分布，但近几年来不断有来自云南边境的蚁友表示他们在云南发现过该物种的新生蚁后，但目前并没有足够资料能够证明该物种在云南有记录，部分人猜测这极有可能是于婚飞季节飞到云南境内的蚁后。